# Henkelmann

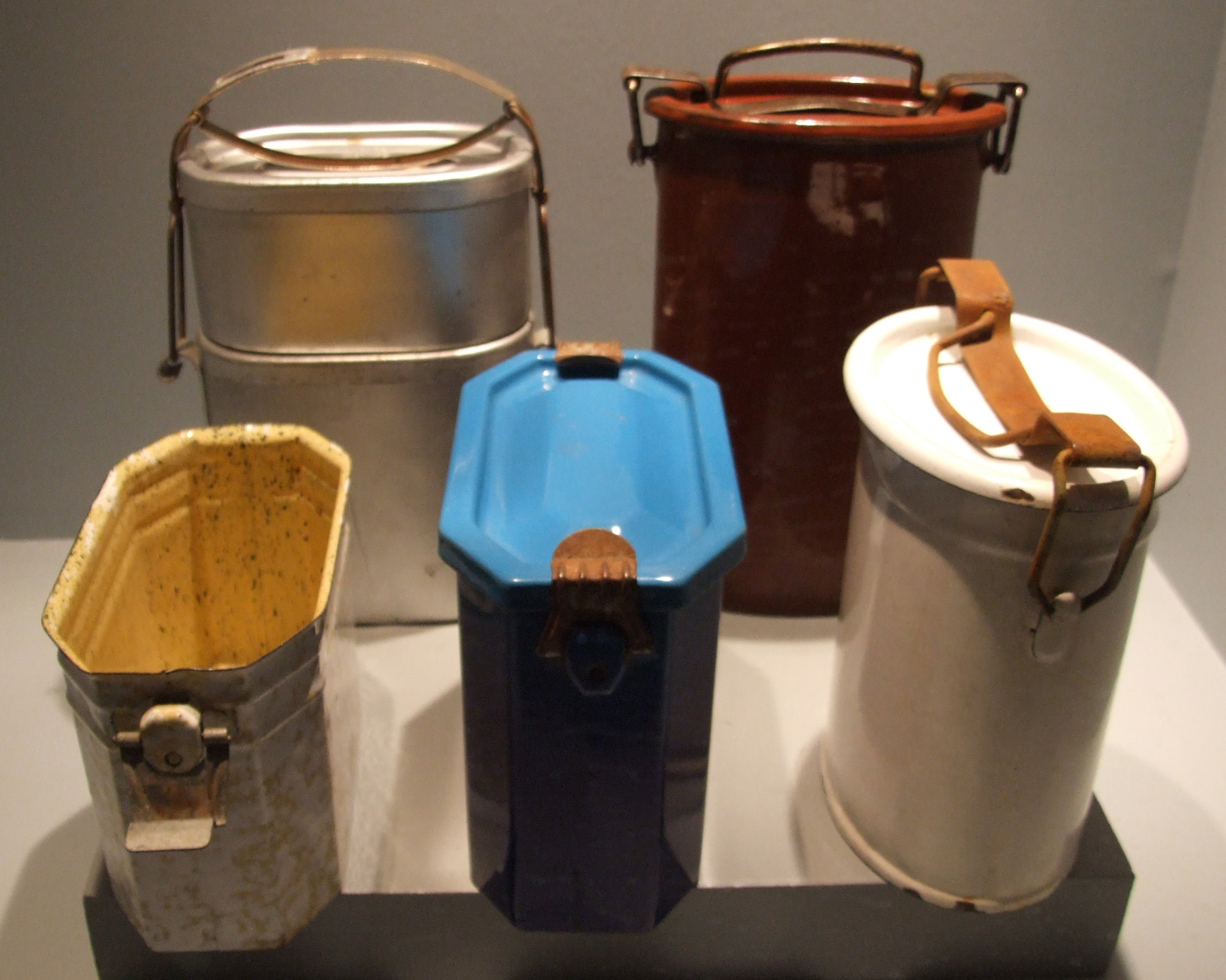
Henkelmänner, ausgestellt im Deutschen Schuhmuseum Hauenstein

Ein Henkelmann (auch Döppen, Düppe, Kimmel, Knibbel oder Mitchen) ist die umgangssprachliche Bezeichnung für einen heute eher ungebräuchlichen Behälter aus Blech (teilweise emailliert), in dem Arbeiter früher ihr zu Hause zubereitetes Essen verpackten, um es zum Arbeitsplatz zu transportieren und ohne Umfüllen im Wasserbad oder unter Einwirkung von Wasserdampf aufwärmen zu können. In Österreich wird der Henkelmann als Menagereindl bezeichnet, in der Schweiz als Gamelle.

## Geschichte
Der Henkelmann wurde bei den Grubenarbeitern erfunden und entwickelte sich zu dem Aufbewahrungsgerät für das Essen der Arbeiter schlechthin. Bis in die 1950er und 1960er Jahre war er weit verbreitet. In größeren Betrieben war es beispielsweise auch üblich, dass die Arbeiter ihre morgens abgegebenen Mahlzeiten in der Kantine zum Mittagstisch erwärmen lassen konnten. Bei geringer Entfernung zwischen Wohnung und Arbeitsplatz wurde das Essen auch von den Frauen der Arbeiter zu Hause zubereitet und noch warm im Henkelmann (der zur besseren Isolierung mit Tüchern oder Zeitungspapier umwickelt wurde) zur Mittagspause in den Betrieb gebracht.

## Beschreibung
Häufige Inhalte waren einfache Mahlzeiten, wie Suppe oder Kartoffeln, Gemüse und Soße. Begriffsbildend war der Griff – der Henkel –, mit dem der Behälter gehalten und meist auch verschlossen wird. Manche Henkelmänner besaßen auch mehrere Behälter, die übereinander gestapelt und durch den Henkel zusammengehalten wurden. Entsprechende Henkeltöpfe zum Essenstransport gehören seit vielen Jahrzehnten zur persönlichen Standardausrüstung von Soldaten. Im militärischen Sprachgebrauch werden sie in Deutschland jedoch nicht als Henkelmann, sondern als Kochgeschirr bezeichnet.

## Dialektale Bezeichnungen
Im bairischen Dialektraum werden teilweise die Begriffe Bitscherl und Menagereindl verwendet. Vor allem in Österreich ist letzterer Begriff heimisch.

## Indien
In Mumbai und anderen indischen Großstädten wird das ähnlich gestaltete Tiffin-Geschirr (Tiffin box) verwendet, in dem von Dabbawalas das zuhause gekochte Mittagessen zum Arbeitsplatz geliefert wird.

## Übertragene Verwendung für Formähnliches
Die Erinnerung an die spezifische Form von Henkelmännern ist auch stark genug, um immer wieder zur Formbeschreibung benutzt zu werden. So wurde der mit einem Bügel versehene sogenannte 100-Dollar-Laptop etwa in einem Bericht des Deutschlandfunks 2007 als Henkelmann für mehr Bildung bezeichnet. Darüber hinaus wird der Begriff als beschreibender Spitzname etwa für Radiorekorder oder die Kölner Lanxess Arena (Henkelmännchen) gebraucht.
Ein anderes Beispiel ist die Bezeichnung einer offiziell namenlosen Brücke in Oberhausen als Henkelmann-Brücke, weil dort Kinder ihren Vätern das Essen in den Betrieb brachten.
Cabriolets mit Überrollbügel wie der Golf I werden aufgrund der charakteristischen Form als Henkelmännchen oder Henkelmann bezeichnet.

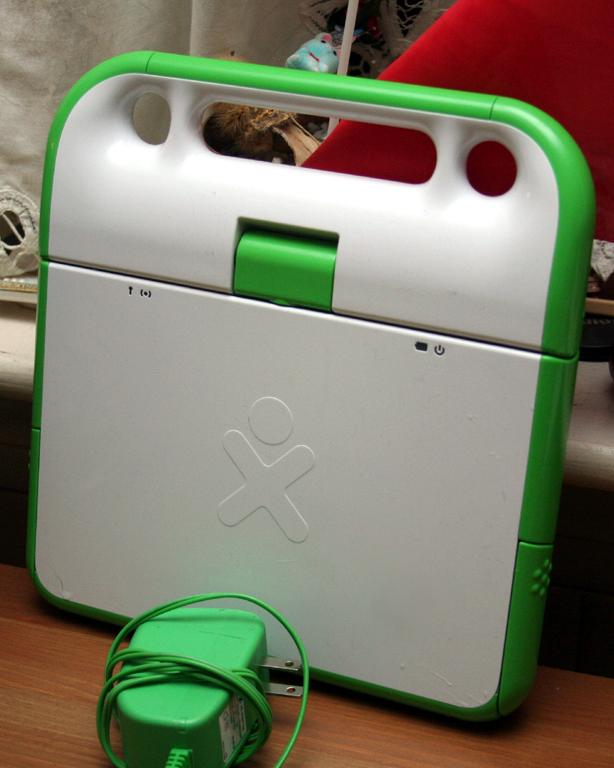
Henkelmann für mehr Bildung
Henkelmann
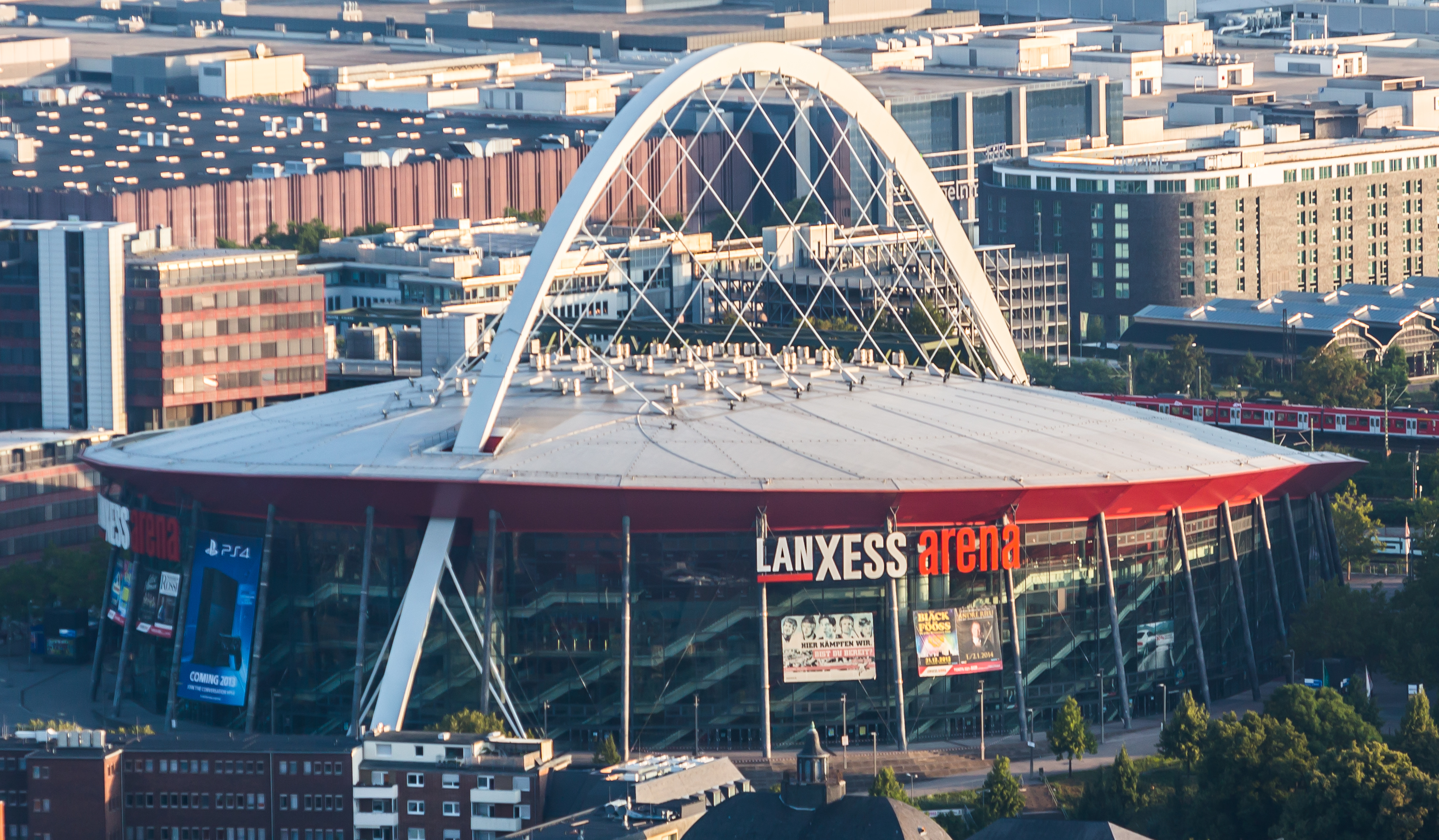
Henkelmännchen
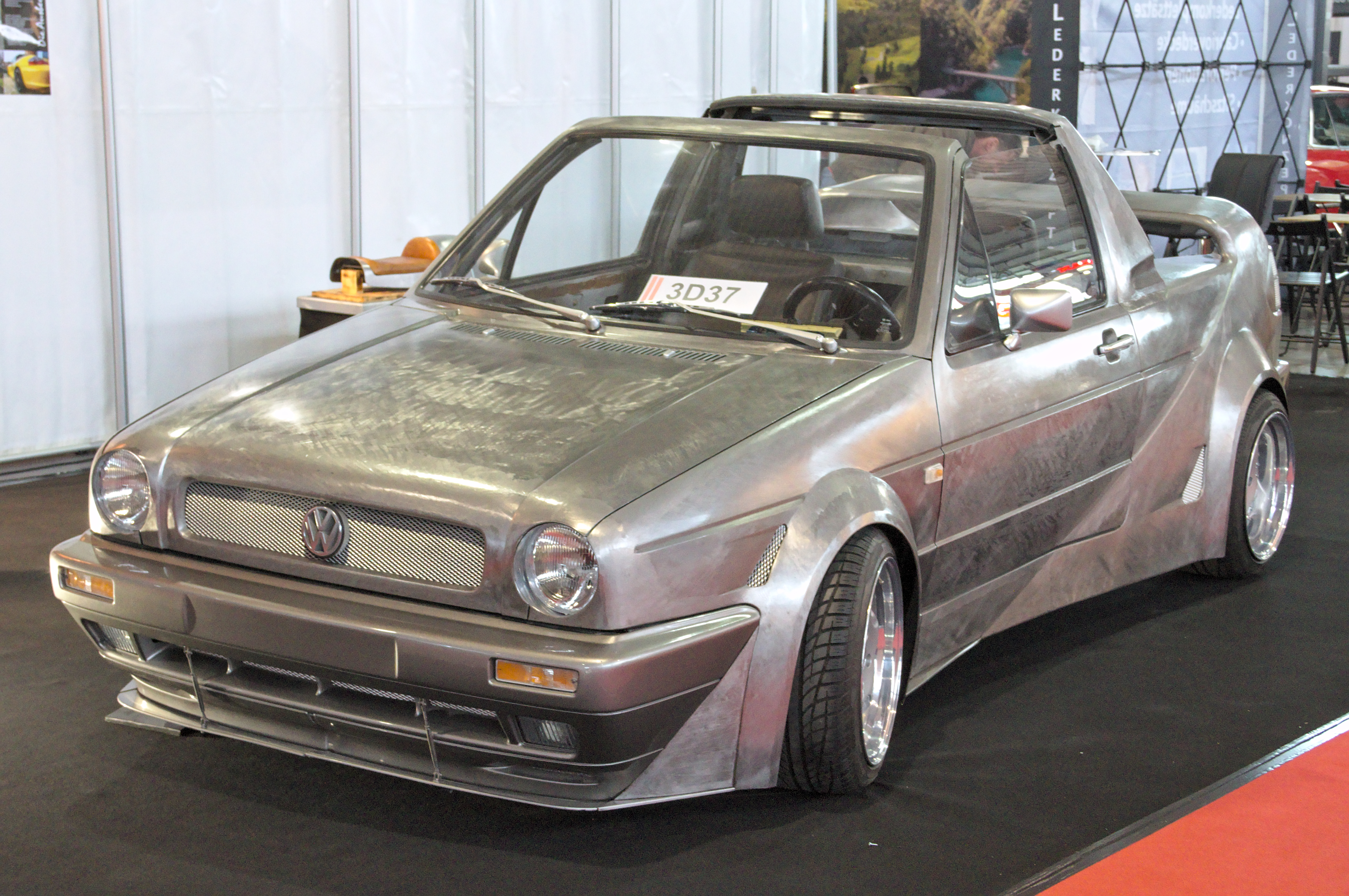
Henkelmann